# クリティクス・チョイス・アワード
クリティクス・チョイス・アワード（Critics' Choice Awards）は、アメリカ合衆国・カナダの映画批評家で組織するクリティクス・チョイス・アソシエーション（CCA）が主催する映画賞。1995年から2019年までは放送映画批評家協会が主催していたため、「放送映画批評家協会賞（Broadcast Film Critics Association Award）」の通称で知られていた。会員による投票が行われ、その年の12月にノミネート作品が発表、翌年1月に受賞作品が発表される。この他、CCA理事会の裁量で特別賞が授与される。毎年3月に開催されるアカデミー賞の前哨戦の一つに位置付けられている。

## 歴史
「クリティクス・チョイス・アワード」とは映画部門（クリティクス・チョイス・ムービー・アワード）とテレビ部門（クリティクス・チョイス・テレビジョン・アワード）の総称である。創設当初は映画部門のみを指して「クリティクス・チョイス・アワード」としていたが、2011年に放送映画批評家協会の姉妹組織である放送テレビジャーナリスト協会がテレビ部門賞を創設したため、映画部門賞の名称を「クリティクス・チョイス・ムービー・アワード」と改名した。2019年に放送映画批評家協会と放送テレビジャーナリスト協会が合併して新たにクリティクス・チョイス・アソシエーションが設立されたため、現在は同団体が映画賞を主催している。
2006年から2009年まではサンタモニカ市民公会堂で授賞式を行っていたが、2010年から2012年まではハリウッド・パラディオンで行われていた。授賞式のテレビ中継はエンターテイメント・テレビジョンが2000年から2004年まで担当し、2005年から2006年まではThe WB、2007年はエンターテイメント・テレビジョンが行い、2008年から2012年まではVH1が行っている。2013年からはThe CWがテレビ中継を引き継ぎ、第19回授賞式はサンタモニカ空港から中継された。2015年から2016年までの放送はA&Eが行い、2017年以降はThe CWが放送している。
授賞式は1月の第2週に開催されるが、これは映画賞シーズンの幕開けを飾るゴールデングローブ賞の授賞式が1月の第1日曜日に開催されるため、開催日が重ならないように配慮しているためである。2022年はハリウッド外国人映画記者協会における多様性マネージメントの問題から第79回ゴールデングローブ賞のテレビ中継をNBCが拒否したため、CCAは第27回授賞式の授賞式及びテレビ放送日を1月の第1日曜日に行うことを計画した。その後、2021年10月26日までにTBS（The CWの姉妹局）との間にサイマル放送契約を締結し、新規視聴者層を開拓した。

## 受賞結果

### 第1回（1995年）
- 作品賞：いつか晴れた日に （監督：アン・リー）
- 主演男優賞：ケヴィン・ベーコン （告発）
- 主演女優賞：ニコール・キッドマン （誘う女）
- 助演男優賞：エド・ハリス／ケヴィン・スペイシー （出演した複数の作品に対して）
- 助演女優賞：ミラ・ソルヴィノ （誘惑のアフロディーテ）
- 監督賞：メル・ギブソン （ブレイブハート）
- 脚本賞：エマ・トンプソン （いつか晴れた日に）
- ファミリー映画賞：ベイブ
- ドキュメンタリー賞：クラム
- 外国語映画賞：イル・ポスティーノ （ 監督：マイケル・ラドフォード）

### 第2回（1996年）
- 作品賞：ファーゴ （監督：ジョエル・コーエン）
- 主演男優賞：ジェフリー・ラッシュ （シャイン）
- 主演女優賞：フランシス・マクドーマンド （ファーゴ）
- 助演男優賞：キューバ・グッディングJr. （ザ・エージェント）
- 助演女優賞：ジョーン・アレン （クルーシブル）
- 監督賞：アンソニー・ミンゲラ （イングリッシュ・ペイシェント）
- 脚本賞：アンソニー・ミンゲラ （イングリッシュ・ペイシェント）
- ブレイクスルー賞：レニー・ゼルウィガー （ザ・エージェント）
- 子役賞：ジョナサン・リプニッキ （ザ・エージェント）
- ファミリー映画賞：グース
- ドキュメンタリー賞：モハメド・アリ かけがえのない日々
- 外国語映画賞：リディキュール （ 監督：パトリス・ルコント）
- 生涯功労賞：ローレン・バコール

### 第3回（1997年）
- 作品賞：L.A.コンフィデンシャル （監督：カーティス・ハンソン）
- 主演男優賞：ジャック・ニコルソン （恋愛小説家）
- 主演女優賞：ヘレナ・ボナム＝カーター （鳩の翼）
- 助演男優賞：アンソニー・ホプキンス （アミスタッド）
- 助演女優賞：ジョーン・キューザック （イン&アウト）
- 監督賞：ジェームズ・キャメロン （タイタニック）
- オリジナル脚本賞：ベン・アフレック／マット・デイモン （グッド・ウィル・ハンティング/旅立ち）
- 脚色賞：ブライアン・ヘルゲランド／カーティス・ハンソン （L.A.コンフィデンシャル）
- ブレイクスルー賞：マット・デイモン （グッド・ウィル・ハンティング/旅立ち）
- 子役賞：ジャーニー・スモレット （プレイヤー/死の祈り）
- ファミリー映画賞：アナスタシア
- ドキュメンタリー賞：4 Little Girls
- 外国語映画賞：Shall We ダンス? （ 監督：周防正行）
- 生涯功労賞：ロバート・ワイズ

### 第4回（1998年）
- 作品賞：プライベート・ライアン （監督：スティーヴン・スピルバーグ）
- 主演男優賞：イアン・マッケラン （ゴッド・アンド・モンスター、ゴールデンボーイの演技に対しても）
- 主演女優賞：ケイト・ブランシェット （エリザベス）
- 助演男優賞：ビリー・ボブ・ソーントン （シンプル・プラン、パーフェクト・カップルの演技に対しても）
- 助演女優賞：ジョアン・アレン （カラー・オブ・ハート）、キャシー・ベイツ （パーフェクト・カップル）
- 監督賞：スティーヴン・スピルバーグ （プライベート・ライアン）
- オリジナル脚本賞：マーク・ノーマン／トム・ストッパード （恋におちたシェイクスピア）
- 脚色賞：スコット・B・スミス （シンプル・プラン）
- 歌曲賞：“When You Believe” （プリンス・オブ・エジプト）
- 作曲賞：ジョン・ウィリアムズ （プライベート・ライアン）
- ブレイクスルー賞：ジョセフ・ファインズ （エリザベス、恋におちたシェイクスピアの演技に対しても）
- 子役賞：イアン・マイケル・スミス （サイモン・バーチ）
- 長編アニメ賞：バグズ・ライフ／プリンス・オブ・エジプト
- ファミリー映画賞：バグズ・ライフ
- ドキュメンタリー賞：ワイルド・マン・ブルース
- 外国語映画賞：ライフ・イズ・ビューティフル （ 監督：ロベルト・ベニーニ）

### 第5回（1999年）
- 作品賞：アメリカン・ビューティー （監督：サム・メンデス）
- 主演男優賞：ラッセル・クロウ （インサイダー）
- 主演女優賞：ヒラリー・スワンク （ボーイズ・ドント・クライ）
- 助演男優賞：マイケル・クラーク・ダンカン （グリーンマイル）
- 助演女優賞：アンジェリーナ・ジョリー （17歳のカルテ）
- 監督賞：サム・メンデス （アメリカン・ビューティー）
- オリジナル脚本賞：アラン・ボール （アメリカン・ビューティー）
- 脚色賞：フランク・ダラボン （グリーンマイル）
- 歌曲賞：“Music Of My Heart” （ミュージック・オブ・ハート）
- 作曲賞：ガブリエル・ヤレド （リプリー）
- ブレイクスルー賞：スパイク・ジョーンズ （マルコヴィッチの穴、スリー・キングスに対しても）
- 子役賞：ハーレイ・ジョエル・オスメント （シックス・センス）
- 長編アニメ賞：トイ・ストーリー2
- ファミリー映画賞：遠い空の向こうに
- ドキュメンタリー賞：ブエナ・ビスタ・ソシアル・クラブ）
- 外国語映画賞：オール・アバウト・マイ・マザー （ 監督：ペドロ・アルモドバル）

### 第6回（2000年）
- 作品賞：グラディエーター （監督：リドリー・スコット）
- 主演男優賞：ラッセル・クロウ （グラディエーター）
- 主演女優賞：ジュリア・ロバーツ （エリン・ブロコビッチ）
- 助演男優賞：ホアキン・フェニックス （クイルズ、グラディエーター・裏切り者の演技に対しても）
- 助演女優賞：フランシス・マクドーマンド （あの頃ペニー・レインと、ワンダー・ボーイズの演技に対しても）
- 監督賞：スティーヴン・ソダーバーグ （トラフィック、エリン・ブロコビッチに対しても）
- オリジナル脚本賞：キャメロン・クロウ （あの頃ペニー・レインと）
- 脚色賞：スティーヴン・ギャガン （トラフィック）／スティーヴン・クローヴス （ワンダー・ボーイズ）
- 撮影賞：ジョン・マシソン （グラディエーター）
- 美術賞：アーサー・マックス （グラディエーター）
- 歌曲賞：“ラマになった王様” （スティング／デヴィッド・ハートリー）
- 音楽賞：ハンス・ジマー （エル・ドラド/黄金の都、グラディエーター・M:I-2に対しても）
- ブレイクスルー賞：ケイト・ハドソン （あの頃ペニー・レインと）
- 子役賞：ジェイミー・ベル （リトル・ダンサー）
- 長編アニメ賞：チキンラン
- ファミリー映画賞：マイ・ドッグ・スキップ
- ドキュメンタリー賞：The Life and Times of Hank Greenberg
- 外国語映画賞：グリーン・デスティニー （ 監督：アン・リー）

### 第7回（2001年）
- 作品賞：ビューティフル・マインド （監督：ロン・ハワード）
- 主演男優賞：ラッセル・クロウ （ビューティフル・マインド）
- 主演女優賞：シシー・スペイセク （イン・ザ・ベッドルーム）
- 助演男優賞：ベン・キングズレー （Sexy Beast）
- 助演女優賞：ジェニファー・コネリー （ビューティフル・マインド）
- アンサンブル演技賞：ゴスフォード・パーク
- 監督賞：ロン・ハワード （ビューティフル・マインド）／バズ・ラーマン （ムーラン・ルージュ）
- 脚本賞：クリストファー・ノーラン （メメント）
- 歌曲賞：“May It Be”（エンヤ：ロード・オブ・ザ・リング）／“Vanilla Sky”（バニラ・スカイ：ポール・マッカートニー）
- 音楽賞：ハワード・ショア （ロード・オブ・ザ・リング）
- 若手俳優賞：ダコタ・ファニング （アイ・アム・サム）
- 長編アニメ賞：シュレック （監督：アンドリュー・アダムソン）
- ファミリー映画賞：ハリー・ポッターと賢者の石
- 外国語映画賞：アメリ （ 監督：ジャン＝ピエール・ジュネ）

### 第8回（2002年）
- 作品賞：シカゴ （監督：ロブ・マーシャル）
- 主演男優賞：ジャック・ニコルソン （アバウト・シュミット）／ダニエル・デイ＝ルイス （ギャング・オブ・ニューヨーク）
- 主演女優賞：ジュリアン・ムーア （エデンより彼方に）
- 助演男優賞：クリス・クーパー （アダプテーション）
- 助演女優賞：キャサリン・ゼタ＝ジョーンズ （シカゴ）
- アンサンブル演技賞：シカゴ
- 監督賞：スティーヴン・スピルバーグ （キャッチ・ミー・イフ・ユー・キャン、マイノリティ・リポートに対しても）
- 脚本賞：チャーリー・カウフマン （アダプテーション、コンフェッションに対しても）
- 歌曲賞：“Lose Yourself”（エミネム：8 Mile）
- 音楽賞：ジョン・ウィリアムズ （キャッチ・ミー・イフ・ユー・キャン、ハリー・ポッターと秘密の部屋・マイノリティ・リポートに対しても）
- 若手俳優賞：キーラン・カルキン （17歳の処方箋）
- 長編アニメ賞：千と千尋の神隠し
- ファミリー映画賞：ハリー・ポッターと秘密の部屋
- ドキュメンタリー賞：ボウリング・フォー・コロンバイン
- 外国語映画賞：天国の口、終りの楽園。 （ 監督：アルフォンソ・キュアロン）

### 第9回（2003年）
- 作品賞：ロード・オブ・ザ・リング/王の帰還 （監督：ピーター・ジャクソン）
- 主演男優賞：ショーン・ペン （ミスティック・リバー）
- 主演女優賞：シャーリーズ・セロン （モンスター）
- 助演男優賞：ティム・ロビンス （ミスティック・リバー）
- 助演女優賞：レニー・ゼルウィガー （コールド マウンテン）
- アンサンブル演技賞：ロード・オブ・ザ・リング/王の帰還
- 監督賞：ピーター・ジャクソン （ロード・オブ・ザ・リング/王の帰還）
- 脚本賞：ジム・シェリダン／ナオミ・シェリダン／カーステン・シェリダン （イン・アメリカ/三つの小さな願いごと）
- 歌曲賞：“A Mighty Wind”（クリストファー・ゲスト：みんなのうた）
- 音楽賞：ハワード・ショア （ロード・オブ・ザ・リング/王の帰還）
- 若手俳優賞：ケイシャ・キャッスル＝ヒューズ （クジラの島の少女）
- 長編アニメ賞：ファインディング・ニモ
- ファミリー映画賞：パイレーツ・オブ・カリビアン/呪われた海賊たち
- ドキュメンタリー賞：Capturing the Friedmans
- 外国語映画賞：みなさん、さようなら （ 監督：ドゥニ・アルカン）
- 生涯功労賞：クリント・イーストウッド

### 第10回（2004年）
- 作品賞：サイドウェイ （監督:アレクサンダー・ペイン）
- 主演男優賞：ジェイミー・フォックス （Ray/レイ）
- 主演女優賞：ヒラリー・スワンク （ミリオンダラー・ベイビー）
- 助演男優賞：トーマス・ヘイデン・チャーチ （サイドウェイ）
- 助演女優賞：ヴァージニア・マドセン （サイドウェイ）
- アンサンブル演技賞：サイドウェイ
- 監督賞：マーティン・スコセッシ （アビエイター）
- 脚本賞：アレクサンダー・ペイン／ジム・テイラー （サイドウェイ）
- 歌曲賞：“Old Habits Die Hard”（アルフィー：ミック・ジャガー）
- サウンドトラック賞：Ray/レイ
- 音楽賞：ハワード・ショア （アビエイター）
- 若手男優賞：フレディ・ハイモア （ネバーランド）
- 若手女優賞：エミー・ロッサム （オペラ座の怪人）
- 長編アニメ賞：Mr.インクレディブル
- ポピュラー作品賞：スパイダーマン2
- ファミリー映画賞：ネバーランド
- ドキュメンタリー賞：華氏911
- 外国語映画賞：海を飛ぶ夢 （ 監督：アレハンドロ・アメナバル）

### 第11回（2005年）
- 作品賞：ブロークバック・マウンテン （監督：アン・リー）
- 主演男優賞：フィリップ・シーモア・ホフマン （カポーティ）
- 主演女優賞：リース・ウィザースプーン （ウォーク・ザ・ライン/君につづく道）
- 助演男優賞：ポール・ジアマッティ （シンデレラマン）
- 助演女優賞：エイミー・アダムス （ジューンバッグ）／ミシェル・ウィリアムズ （ブロークバック・マウンテン）
- アンサンブル演技賞：クラッシュ
- 監督賞：アン・リー （ブロークバック・マウンテン）
- 脚本賞：ポール・ハギス／ボビー・モレスコ （クラッシュ）
- 歌曲賞：“Hustle & Flow”（ハッスル&フロウ：テレンス・ハワード）
- サウンドトラック賞：ウォーク・ザ・ライン/君につづく道
- 音楽賞：ジョン・ウィリアムズ （SAYURI）
- 若手男優賞：フレディ・ハイモア （チャーリーとチョコレート工場）
- 若手女優賞：ダコタ・ファニング （宇宙戦争）
- 長編アニメ賞：ウォレスとグルミット 野菜畑で大ピンチ!
- コメディ作品賞：40歳の童貞男
- ファミリー映画賞：ナルニア国物語/第1章:ライオンと魔女
- ドキュメンタリー賞：皇帝ペンギン
- 外国語映画賞：カンフーハッスル （ 監督：チャウ・シンチー）

### 第12回（2006年）
- 作品賞：ディパーテッド （監督：マーティン・スコセッシ）
- 主演男優賞：フォレスト・ウィテカー （ラストキング・オブ・スコットランド）
- 主演女優賞：ヘレン・ミレン （クィーン）
- 助演男優賞：エディ・マーフィ （ドリームガールズ）
- 助演女優賞：ジェニファー・ハドソン （ドリームガールズ）
- アンサンブル演技賞：リトル・ミス・サンシャイン
- 監督賞：マーティン・スコセッシ （ディパーテッド）
- 脚本賞：マイケル・アーント （リトル・ミス・サンシャイン）
- 歌曲賞：“Listen”（ビヨンセ：ドリームガールズ）
- サウンドトラック賞：ドリームガールズ
- 音楽賞：フィリップ・グラス （幻影師アイゼンハイム）
- 若手男優賞：ポール・ダノ （リトル・ミス・サンシャイン）
- 若手女優賞：アビゲイル・ブレスリン （リトル・ミス・サンシャイン）
- 長編アニメ賞：カーズ
- ファミリー映画賞：シャーロットのおくりもの
- コメディ作品賞：ボラット 栄光ナル国家カザフスタンのためのアメリカ文化学習
- ドキュメンタリー賞：不都合な真実
- 外国語映画賞：硫黄島からの手紙 （ 監督：クリント・イーストウッド）

### 第13回（2007年）
- 作品賞：ノーカントリー （監督：コーエン兄弟）
- 主演男優賞：ダニエル・デイ＝ルイス （ゼア・ウィル・ビー・ブラッド）
- 主演女優賞：ジュリー・クリスティ （アウェイ・フロム・ハー君を想う）
- 助演男優賞：ハビエル・バルデム （ノーカントリー）
- 助演女優賞：エイミー・ライアン （ゴーン・ベイビー・ゴーン）
- アンサンブル演技賞：ヘアスプレー
- 監督賞：ジョエル&イーサン・コーエン （ノーカントリー）
- 脚本賞：ディアブロ・コーディ （JUNO/ジュノ）
- 歌曲賞：“Falling Slowly”（グレン・ハンサード：ONCE ダブリンの街角で）
- 音楽賞：ジョニー・グリーンウッド （ゼア・ウィル・ビー・ブラッド）
- 若手男優賞：アフマド・ハーン・マフムードザダ （君のためなら千回でも）
- 若手女優賞：ニッキー・ブロンスキー （ヘアスプレー）
- 長編アニメ賞：レミーのおいしいレストラン
- コメディ作品賞：JUNO/ジュノ
- ファミリー映画賞：魔法にかけられて
- ドキュメンタリー賞：シッコ
- 外国語映画賞：潜水服は蝶の夢を見る （ 監督：ジュリアン・シュナーベル）

### 第14回（2008年）
- 作品賞：スラムドッグ$ミリオネア （監督：ダニー・ボイル）
- 主演男優賞：ショーン・ペン （ミルク）
- 主演女優賞：アン・ハサウェイ （レイチェルの結婚）、メリル・ストリープ（ダウト〜あるカトリック学校で〜）
- 助演男優賞：ヒース・レジャー （ダークナイト）
- 助演女優賞：ケイト・ウィンスレット （愛を読むひと）
- アンサンブル演技賞：ミルク
- 監督賞：ダニー・ボイル （スラムドッグ$ミリオネア）
- 脚本賞：サイモン・ボーファイ （スラムドッグ$ミリオネア）
- 歌曲賞："The Wrestler" (ブルース・スプリングスティーン：レスラー)
- 音楽賞：A・R・ラフマーン（スラムドッグ$ミリオネア）
- 若手俳優賞：デーヴ・パテール （スラムドッグ$ミリオネア）
- 長編アニメ賞：WALL・E/ウォーリー
- アクション映画賞：ダークナイト
- コメディ映画賞：トロピック・サンダー/史上最低の作戦
- ドキュメンタリー賞：マン・オン・ワイヤー
- 外国語映画賞：戦場でワルツを